# The Tale of the Wedding Rings
The Tale of the Wedding Rings (japanisch 結婚指輪物語 Kekkon Yubiwa Monogatari, deutsch ‚Geschichte(n) der Eheringe‘, engl. Alternativtitel: Tales of Wedding Rings) ist ein Manga des Duos Maybe, der von 2014 bis 2024 erschien. Eine deutsche Veröffentlichung erfolgt von 2018 bis 2025.
Das Werk ist in die Genres Fantasy, Abenteuer und Romantische Komödie einzuordnen und von Der Herr der Ringe (jap. Yubiwa Monogatari) inspiriert.

## Handlung
Satō und Himeno „Hime“ Nonaka trafen sich vor 10 Jahren, als sie mit ihrem Großvater plötzlich umhüllt von einem gleißenden Licht erschienen. Seitdem sind beide miteinander befreundet und Satō will ihr endlich seine Liebe gestehen. Hime teilt ihm jedoch mit, dass sie schon am Folgetag mit ihrem Großvater in ihre Heimat zurückziehen muss. Später sieht er abermals das Licht und folgt Hime in dieses. Satō erfährt, dass Hime die Prinzessin Crystal Novaty Nokanatica aus einer Parallelwelt ist und Prinz Malmargias Gisaras heiraten muss. Die Heirat wird jedoch jäh durch den Angriff eines Monsters gestört, woraufhin Hime ihn in aller Eile küsst und damit den magischen Ring des Lichts erhält, mit dem er das Monster besiegen kann.
Hime teilt ihm mit, dass sie ihn auch seit langem liebt und beide nun miteinander verheiratet seien. Durch ihren Kuss hat sie ihn als Helden auserwählt, der ihre Welt retten soll. Satō ist von nun der Ringkönig, dessen Aufgabe es ist, die Prinzessinnen der fünf verschiedenen Völker zu ehelichen. Jede der Prinzessinnen besitzt einen Ring, mit dem man über ein Element gebieten kann. Diese wurden vor Jahrhunderten vom ersten Ringkönig geschaffen, um den dunklen König des Abyssus zu besiegen. Nach seinem Sieg vermachte der Ringkönig diese Ringe seinen fünf Frauen, die ihn an ihre Nachkommen weitergaben. Neben Hime als Prinzessin der Menschen mit dem Ring des Lichts sind die anderen Nephritis Lomka von den Elfen mit dem Ring des Winds, Granat Niedakitta von den Katzenmenschen mit dem Ring des Feuers, Saphir Maasa von den Drachenmenschen mit dem Ring des Wassers und Amber Idanokan von den Zwergen mit dem Ring der Erde.
Der König des Abyssus, dessen Wiedererweckung kurz bevorsteht, hat als Reaktion seinerseits schwarze Ringe erschaffen, mit denen er de Dunkelheit in den Herzen der Menschen ausnutzen und sie in einem schwachen Moment zu Dienern des Abyssus machen kann. Als dritte wichtige Kraft in diesem Krieg gilt das aufstrebende Kaiserreich Gisaras, das sich nicht auf die Legende des Ringkönigs verlassen will und eine eigene Armee aufgestellt hat.

## Figuren
Satō (佐藤/サトウ)
Satō – Vorname unbekannt – ist der Protagonist und Ringkönig (指輪王 Yubiwa-ō), dessen Aufgabe es ist den König des Abyssus (深淵王 Shin’en-ō) zu besiegen. Er verliebte sich auf den ersten Blick in Hime, die für ihn daher an erster Stelle unter seinen Frauen steht. Ihm ist nicht ganz geheuer, mehrere Frauen zu haben und Hime damit Kummer zu bereiten. Allerdings hat er diese durch ihre gemeinsamen Abenteuer lieb gewonnen, zumal seine Stärke als Ringkönig von der Stärke seiner Verbindung zu den Ringprinzessinnen abhängt.
Crystal Novaty Nokanatica (クリストル・ノバティ・ノカナティカ, Kurisutoru Nobati Nokanatica)/Himeno „Hime“ Nonaka (野中 姫乃, Nonaka Himeno)
Crystal ist die Prinzessin des Menschen-Landes des Lichts Nokanatica. Sie musste aus Schutz vor den Häschern des Königs des Abyssuss in unsere Welt fliehen, wo sie den Namen Himeno Nonaka annahm. Satō nennt sie kurz Hime (ヒメ) was „Prinzessin“ bedeutet.
Sie ist hin- und hergerissen, dass Satō der Ringkönig ist. Einerseits ist sie hocherfreut, ihre Liebe von Kindesbeinen an geheiratet zu haben, andererseits ist ihr mulmig bei dem Gedanken, Satō damit einer großen Gefahr ausgesetzt zu haben. Außerdem gefällt es ihr überhaupt nicht, dass er als Ringkönig automatisch noch weitere Frauen neben ihr hat, was sich teils in Eifersuchtsanfällen äußert, obwohl sie Satōs Nummer eins ist. Sie unterscheidet sich damit von den anderen Ringträgerinnen, denen es nichts ausmacht, in einer für diese Welt üblichen polygamen Beziehung zu leben. Dass sie in Japan aufgewachsen ist, äußert sich auch in ihrem Erscheinungsbild, das dem einer Gyaru (Gal) entspricht.
Nephritis Lomka (ネフリティス・ロムカ, Nefuritisu Romuka)
Nephritis ist die Prinzessin des Elfen-Landes des Windes Lomka. Sie ist 54 Jahre alt, was aufgrund der Langlebigkeit ihrer Art jedoch recht jung ist. Zudem ist sie durch ihren übervorsorglichen Bruder sehr behütet aufgewachsen, sodass sie mit ihrem naiven Wesen als jüngste behandelt wird. Nephritis ist introvertiert, ängstlich und kommt schlecht mit großen Menschenmassen zurecht. Sie schließt sich Satō an, weil ihr das die Gelegenheit gibt, die Welt außerhalb des Palasts zu sehen. Sie hat kein Problem damit, unter Satōs Frauen hinten anstehen zu müssen, da für sie Zeit keine Rolle spielt.
Granat Niedakitta (グラナート・ニーダキッタ, Guranāto Nīdakitta)
Granat ist die Prinzessin des Katzenmenschen-Landes des Feuers Niedakitta. Ihr Volk verlor im Krieg gegen den König des Abyssus seine Heimat, sodass sie seit Generationen in einer gewaltigen beweglichen Stadt durch die Welt als Söldner und Händler reisen. Granat gilt trotz ihrer 18 Jahre als beste und stärkste Kriegerin ihres Volkes, für das Stärke das höchste Gut ist. Sie heiratet Satō, nachdem er sie bei einem „Rendezvous“ im Kampf besiegt hat.
Granat ist unabhängig und sieht die Dinge generell nicht eng, so dass es ihr nichts ausmacht, nicht die erste unter Satōs Frauen zu sein, da ihr eher daran liegt, mit ihm starke Kinder zu zeugen. Wie alle Katzenmenschen ist Granat lebensfroh, geradeaus und sehr offensiv in Liebesdingen, wird allerdings in ihrem Volk bereits als „alte Jungfer“ gesehen. Ihre ausgeprägte Persönlichkeit führt manchmal zu Reibereien mit der sehr gegensätzlichen Saphir.
Saphir Maasa (サフィール・マーサ, Safīru Māsa)
Saphir ist die Prinzessin des Drachenmenschen-Landes des Wassers Maasa. Saphir besitzt eine Zwillingsschwester, Saphira (サフィラ Safira), die prinzipiell ebenfalls als Ringprinzessin in Frage gekommen wäre, wenn Saphir nicht eigenmächtig Satō geküsst und damit den Bund besiegelt hätte – einerseits, um ihrer Schwester die Möglichkeit zu geben, ihren Geliebten Mars zu heiraten, andererseits auch, um das Kaiserreich aus Maasa zu vertreiben.
Sie besitzt die Fähigkeit, mit einem Kuss einen Teil von Satōs Kraft als Ringkönig für sich abzuzweigen und sich in einen gewaltigen Drachen zu verwandeln, allerdings nur mit ausreichend Wasser in der Nähe. Da Saphir ein sehr praktisches Wesen hat, kümmert es sie nicht, ob sie die  Nummer eins ist. Solange er seinen ehelichen Pflichten nachkommt, wird sie das Gleiche tun. Saphir zeichnet sich durch Stolz, Pragmatismus und einen hohen Intellekt aus.
Amber Idanokan (アンバル・イダノカン, Anbaru Idanokan)
Amber ist die Prinzessin des untergegangenen Zwergen-Landes der Erde Idanokan. Im letzten Ringkrieg hatten die Zwerge aufgrund ihrer hochentwickelten Magietechnologie die Hauptlast der Kämpfe getragen, was letztendlich zu ihrem vermutlichen Verschwinden führte. Amber wurde daher von den Überlebenden als künstliches Wesen (Gynoid) nach dem Ebenbild der damaligen Prinzessin der Zwerge geschaffen, um den Ring über die Zeiten hinweg zu beschützen. Im Gegensatz zu den Überlieferungen waren diese (oder zumindest die Frauen) von hochgewachsener Statur.
Amber ist ruhig und rational, sie sieht es als ihre Aufgabe an, den Ringkönig und die Prinzessinnen zu beschützen, wobei sie dabei auf die fortschrittliche Technologie in ihrem Körper und das uralte Wissen der Zwerge zurückgreift.
Alabaster (アラバスタ, Arabasuta)
Alabaster ist der Hofmagier von Nokanatica und hat sich in Japan als Großvater Himes ausgegeben. Er ist in der ganzen Welt für seine meisterhafte Beherrschung der Magie bekannt, die es ihm erlaubt zwischen den Welten zu wechseln.
In seiner Jugend verliebte er sich in die damalige Prinzessin der Elfen – Nephritis’ Tante –, wobei deren Beziehung an der Ablehnung der anderen Elfen zerbrach.
Malmargias „Mars“ Gisaras (マルマリギアス・ギサラス, Marumarigiasu Gisarasu)
Mars ist der zweite Prinz des Kaiserreichs Gisaras und war eigentlich als Ringkönig vorgesehen. Allerdings ist er ganz glücklich damit, nicht die Pflichten des Ringkönigs erfüllen zu müssen, und unterstützt Satō dabei nach vollen Kräften. Er hat eine Beziehung mit Saphira Maasa und einen großen Bruder namens Slyder, General der Armee von Gisaras.

## Veröffentlichung
Maybe begann seine Arbeit an dem Werk, nachdem er Dusk Maiden of Amnesia beendete. Der Titel erschien vom 25. März 2014 (Vol. 4/2014) bis zum 25. September 2024 (Vol. 10/2024) im Magazin Gekkan Big Gangan des Verlags Square Enix. Die Kapitel wurden auch in insgesamt 15 Sammelbänden (Tankōbon) zusammengefasst. Band 4 war bei seiner Veröffentlichung der 12.-meistverkaufte Mangaband der Woche.
Im deutschsprachigen Raum wurde die Reihe von Kazé Manga bzw. Crunchyroll von April 2018 bis Juni 2025 vollständig veröffentlicht. Eine englische Übersetzung erscheint digital weltweit seit dem 1. Juni 2016 bei Crunchyroll, als Taschenbücher ab dem 27. Februar 2018 bei Yen Press, und eine französische seit dem 3. Februar 2017 bei Kana je unter dem Titel Tales of Wedding Rings.
Am 24. Februar 2018 erschien das Artbook Maybe Artworks 2008–2018, das sich größtenteils mit Dusk Maiden of Amnesia und The Tale of the Wedding Rings befasst.

### Tales of Wedding Rings VR
Square Enix gab dem ersten Kapitel des Manga eine Virtual-Reality-Umsetzung. Diese ähnelt einem Motion Manga, d. h. die Panels werden animiert wiedergegeben mit sich bewegenden und vertonten Personen und Hintergrundmusik, wobei der Erzählfluss des Manga beibehalten wird. Erweitert wurde dies jedoch um eine 360°-Darstellung der Umgebung, die sich mittels einer Virtual-Reality-Brille angesehen werden kann, so dass der Zuschauer innerhalb des Werks platziert ist und die Handlung sich um ihn herum ereignet.
Eine Fassung für die Oculus Rift erschien am 31. Mai 2018 auf Japanisch und Englisch, eine Umsetzung für die HTC Vive ist für Juni 2018 geplant.
Satō wird gesprochen von Takumi Satō und Hime von Akari Kitō. Die Musik wurde von Ryō Yamazaki komponiert.